# Apple DOS
Apple DOS是1978年末至1983年初Apple II系列電腦的磁盤操作系統系列。它於1983年被ProDOS取代，Apple DOS有三個主要版本：DOS 3.1，DOS 3.2和DOS 3.3； 這三個版本中的每一個都發布了第二個小的“bug-fix”版本，但僅在如Apple DOS 3.2的情況下，該次要版本才會收到自己的版本號Apple DOS 3.2.1。Apple DOS中最著名和最常用的版本是1980年和1983年發布的Apple DOS 3.3。 在Apple DOS 3.1發布之前，Apple用戶不得不依靠錄音帶進行數據存儲和檢索，但這種方法非常慢，不方便且不可靠。